# 児ノ口公園
児ノ口公園（ちごのくちこうえん）は、愛知県豊田市久保町3丁目にある公園。

## 概要
名鉄豊田線・三河線 豊田市駅から徒歩で約10分の中心市街地にある。事業主体は豊田市（市営公園）であり、児ノ口公園管理協会が管理を委託されている。隣接地にある児ノ口社と一体管理されている。面積は約2ヘクタール。

## 歴史
戦後の豊田市では工業化が進行した。昭和30年代中頃には土地区画整理事業によって五六川が暗渠化され、約2ヘクタールの面積を有する都市公園の児ノ口公園が開園した。児ノ口公園には豊田市営プールや野球場などが建設され、ブランコ、ジャングルジム、滑り台などを有する広場もあった。
1991年（平成3年）、既存の児ノ口公園が自然豊かな公園に改修された。2005年（平成17年）、2004年（平成16年）度の土木学会景観・デザイン賞の最優秀賞作品に選定された。

## 園内
1955年（昭和30年）頃から暗渠となっていた五六川が地上に再生され、矢作川の水が導水（矢作川浄化用水導入事業）されたことで魚類・昆虫・野鳥の住処となった。洪水調整池を兼ねている中央部の低地には水田も築かれ、田植えや稲刈りの体験学習に使用されている。東側の国道153号側には、里山景観を形成するために約8000本の木々の植樹がなされた。公園の北側には木造平屋建ての管理事務所「ちごの庵」があったが2023年11月27日 16時頃に火災により全焼した。。

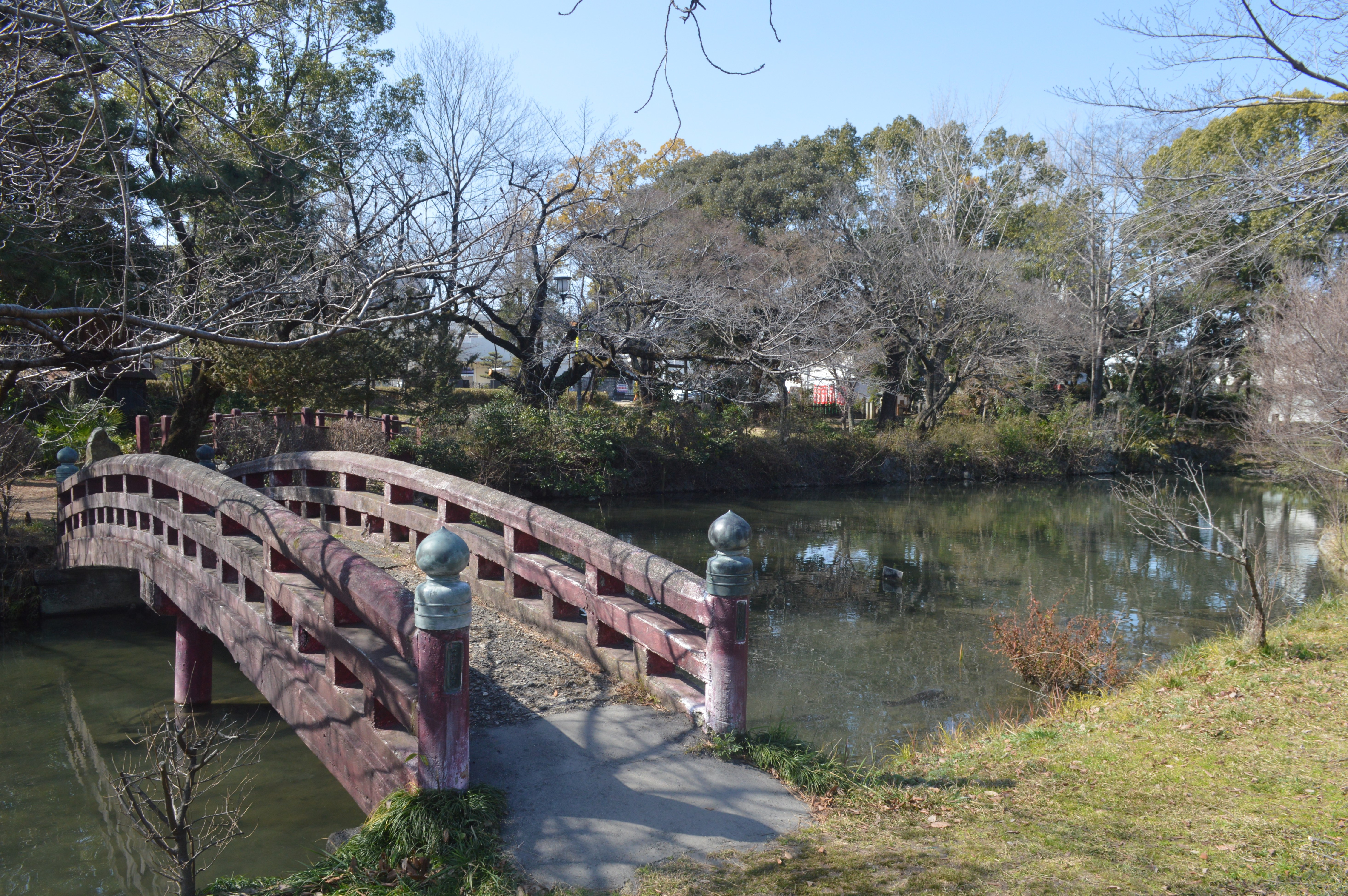
中央部にある池
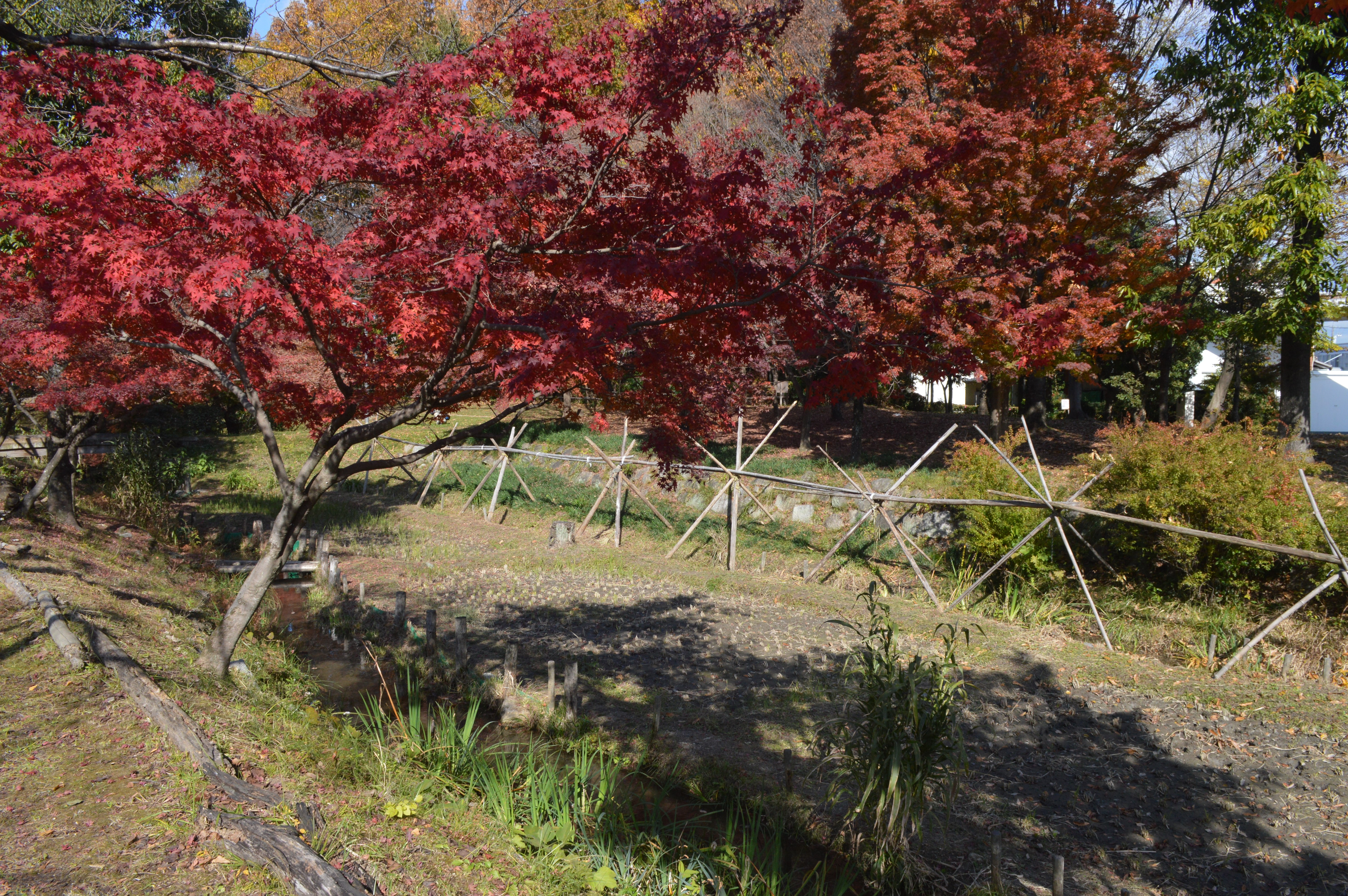
中央部にある水田
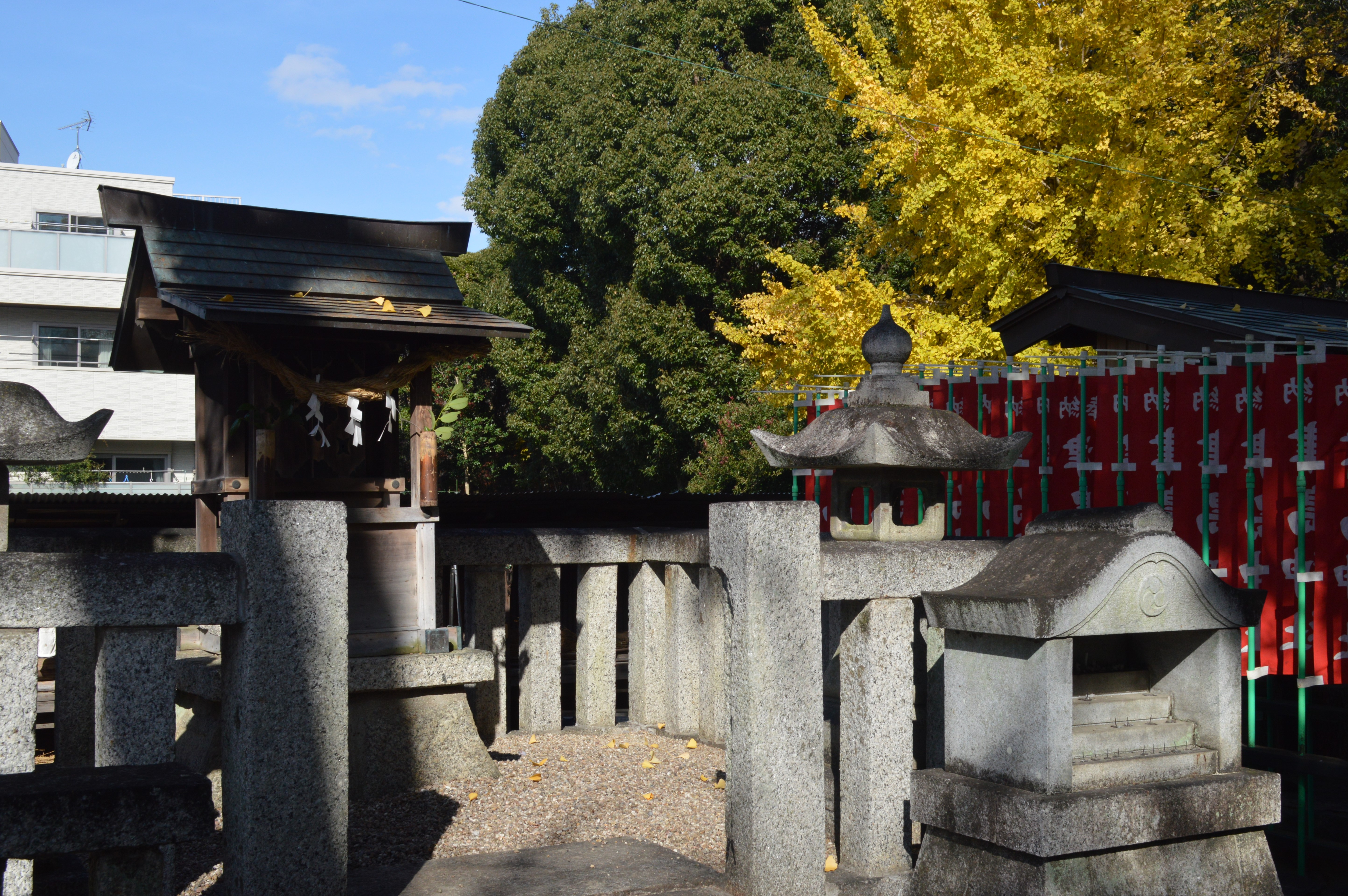
児ノ口社
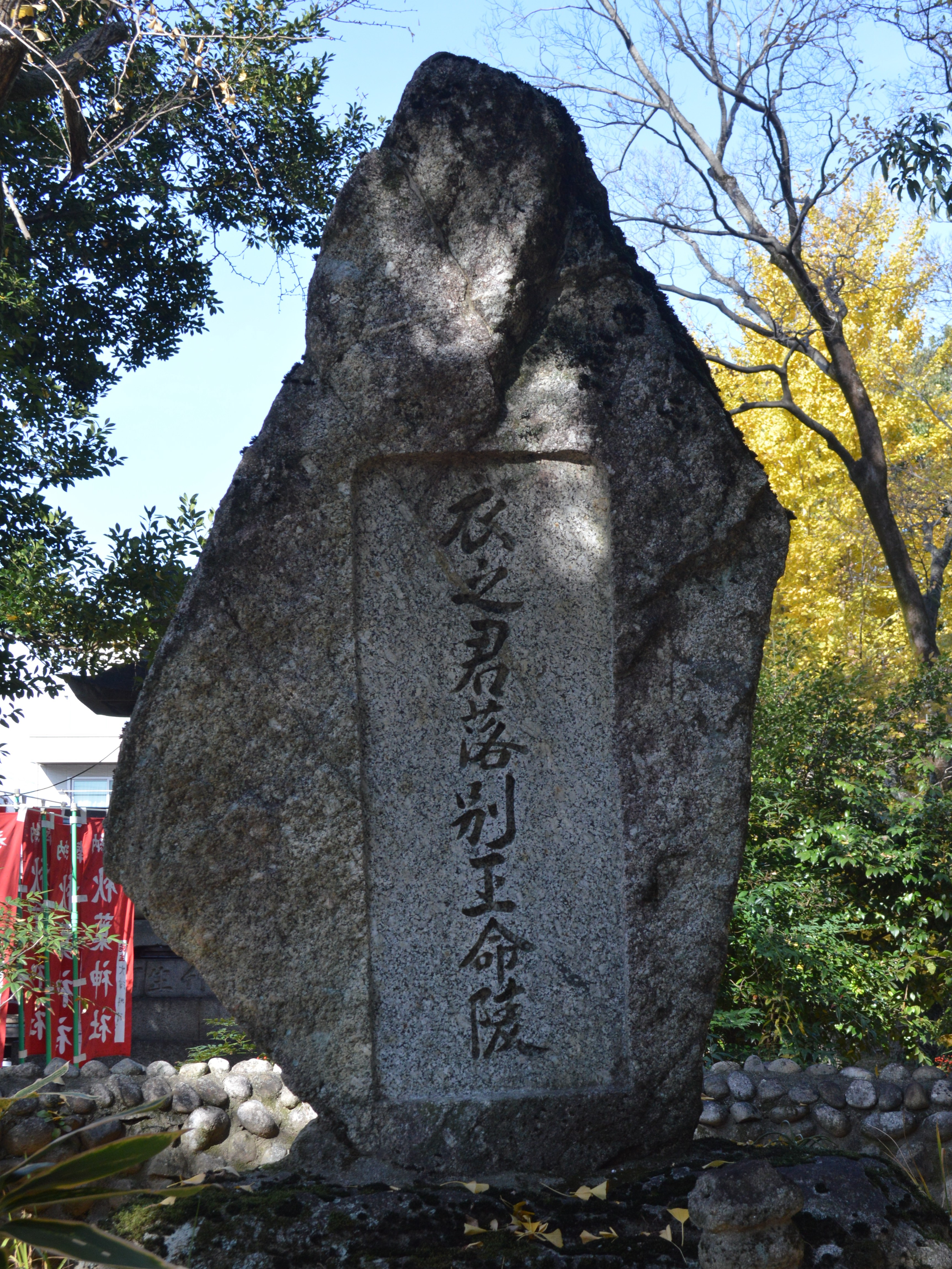
石碑「衣之君落別王命陵」

## 交通アクセス
- 名鉄豊田線・三河線 豊田市駅から徒歩で約10分。